# Tropehandelskompagniernes arkiver
Tropehandelskompagniernes arkiver hidrører fra bl.a. Ostindisk Kompagni, Asiatisk Kompagni, Vestindisk-guineisk Kompagni og Guineisk Kompagni. Arkiverne befinder sig i Statens Arkiver omfatter i alt cirka 4.000 pakker og bind. Arkivalierne består typisk i generalforsamlingsprotokoller, kopibøger over udgåede breve, journaler, indkomne breve og forskelligt vedrørende handel og søfart. Arkivalierne vedrørende søfarten omfatter skibsjournaler, negotiejournaler og andre kilder, som er blevet til på skibene. Desuden indgår forskelligt materiale vedrørende den indre administration af kolonierne og fra de udsendte embedsmænds virke .

## Oprindelse
I 1600-tallet etablerede Danmark små kolonier i Trankebar i Indien, på Guineakysten af Afrika og på Sankt Thomas i Vestindien. Kolonierne skulle fungere som støttepunkter for handel og søfart under Dannebrog i det fjerne.
Aktiviteterne var organiseret i kompagnier, der på mange måder minder om vore dages aktieselskaber. I 1600- og 1700-tallet agerede kompagnierne på kongens vegne i det fremmede ved etablering af tropekolonierne, regelmæssig besejling fra Danmark, udsendelse af embedsmænd og soldater samt gennemførelse af handel. Fra Indien hjembragte man navnlig tekstiler og krydderier. Fra Afrika var den vigtigste eksportvare negerslaver, som fragtedes til Dansk Vestindien. Her arbejdede de på plantagerne, hvor man producerede råsukker.
I Asien opererede Ostindisk Kompagni, der blev oprettet i 1616. Efter perioder med vekslende økonomisk succes reorganiserede man asienshandelen i 1732, hvor Asiatisk Kompagni afløste det gamle kompagni. Gennem anden halvdel af 1700-tallet og frem til 1807 oplevede handel og søfart under Dannebrog en blomstrende periode. Derefter kom Asiatisk Kompagni aldrig rigtig i gang igen.
På Guineakysten - vore dages Ghana - opererede skibe og handelsfolk under dansk flag fra 1640'erne. Fra Fort Christiansborg udskibedes slaverne til Amerika. Efter at Danmark havde etableret en koloni på Sankt Thomas, oprettedes i 1671 i København et Vestindisk-guineisk Kompagni, der havde monopol på handel og søfart til Afrika og Vestindien. Oprindeligt hed det Vestindisk Kompagni 1671-1674. Da det i 1674 fik udvidet sit virkeområde til også at omfatte Guinea, fik det navneændring til Vestindisk-guineisk Kompagni. Normalt betegner man det blot som Vestindisk-guineisk Kompagni i hele perioden 1671-1754. Efter at også øerne Sankt Jan og Sankt Croix var koloniseret, ophævede man kompagniet i 1755 og overlod handel og søfart til det private initiativ.
I anden halvdel af 1700-tallet oprettedes igen et par kompagnier. Guineisk Kompagni administrerede de danske forter på Guineakysten og stod for slavehandelen 1765- 1775. Og Vestindisk Handelsselskab drev 1778-1785 en omfattende handel på Dansk Vestindien, især i kaffe. Det var udelukkende et handelsselskab, som ikke administrerede kolonien i Vestindien.

## Betydning
Arkiverne regnes for verdenskulturarv og er i 1997 optaget i UNESCOs Memory of the World Programme 